# Rebels Room
Rebels Room var ett produktionsbolag i Stockholm bildat av musikgruppen Antiloop. Produktionsbolaget skulle verka för att producera dansmusik.
Artister som någon gång använde produktionsbolaget var bland annat E-Type, Bosson och Tess Mattisson
Studion har ett snarlikt namn med låten "At The Rebels Room" från albumet LP och samlingsalbumet At The Rebel's Room.
Studion ska ej blandas ihop med Antiloops musikstudio The Rebel's Room.